# Arco de Malborghetto
El Arco de Malborghetto es un antiguo arco tetrápilo romano —es decir, un arco con cuatro pilones o puertas— situado a diecinueve kilómetros al norte de Roma, en la vía Flaminia. En la actualidad, debido a su reutilización a lo largo de los siglos, forma parte de un conjunto de construcciones que a primera vista parece una estructura medieval. Sin embargo, el núcleo de la estructura es datable en la primera mitad del siglo IV. El revestimiento original de mármol se ha perdido por completo.

## Historia
Lo que hoy parece una casa austera era en realidad un arco cuadrifronte de aspecto y escala similares al llamado Arco de Jano en el Velabrum —llamado en realidad Arco del Divino Constantino—, en la época romana. El nombre actual del arco, (Casa o Arco de Malborghetto, deriva del lugar donde se encuentra, Malborghetto. Contiene un museo y una dependencia de la Superintendencia de Bienes Culturales.
La bóveda del arco se situaba sobre el cruce de dos importantes vías, la Vía Flaminia y la Vía Veientana, de las que se han sacado a la luz interesantes restos en los alrededores del monumento.

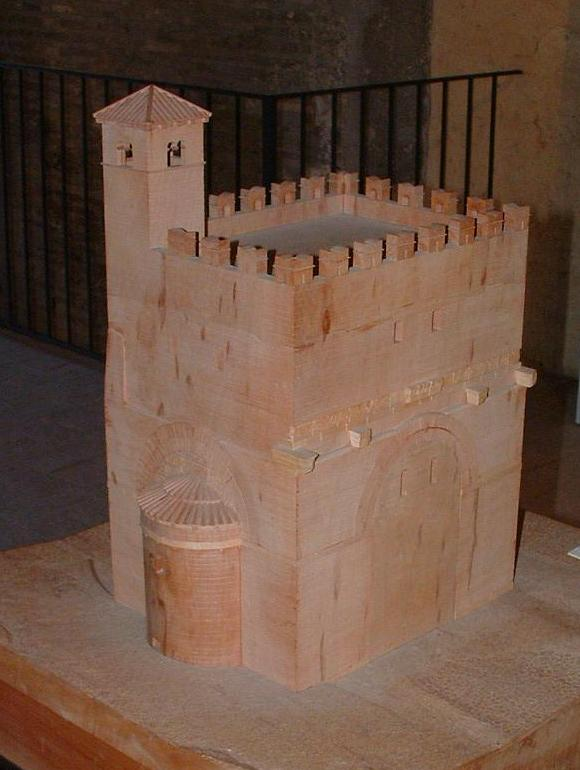
Maqueta de arcilla del Arco de Malborghetto transformado en iglesia.

La primera noticia oficial sobre el edificio data de 1256 y se encuentra en una escritura de venta de la familia Orsini, donde se menciona como el emplazamiento de una pequeña aldea protegida por una doble muralla. En la época medieval, quizás en el siglo XI, el arco se transformó en una iglesia de cruz griega mediante el cierre de los cuatro arcos y la construcción de un ábside en el lado este. El camino pavimentado que pasaba por debajo de la bóveda fue desviado.
El topónimo Malborghetto —literalmente «villa del mal» o «villa del dolor»— es más reciente y se cree que hace referencia a la repentina devastación a manos de los Orsini en 1485 para expulsar a los Colonna, que se habían apoderado de ella con el permiso del papa.
El edificio estuvo completamente abandonado hasta mediados del siglo XVI, cuando un aromatarius (herbolario) milanés que había residido en Roma, Constantino Pietrasanta, lo alquiló y lo reconstruyó por completo. La apariencia actual del arco se debe en gran parte a los cambios provocados por Pietrasanta. En los siglos siguientes, se utilizó en diferentes momentos como taberna, casa y oficina de correos.

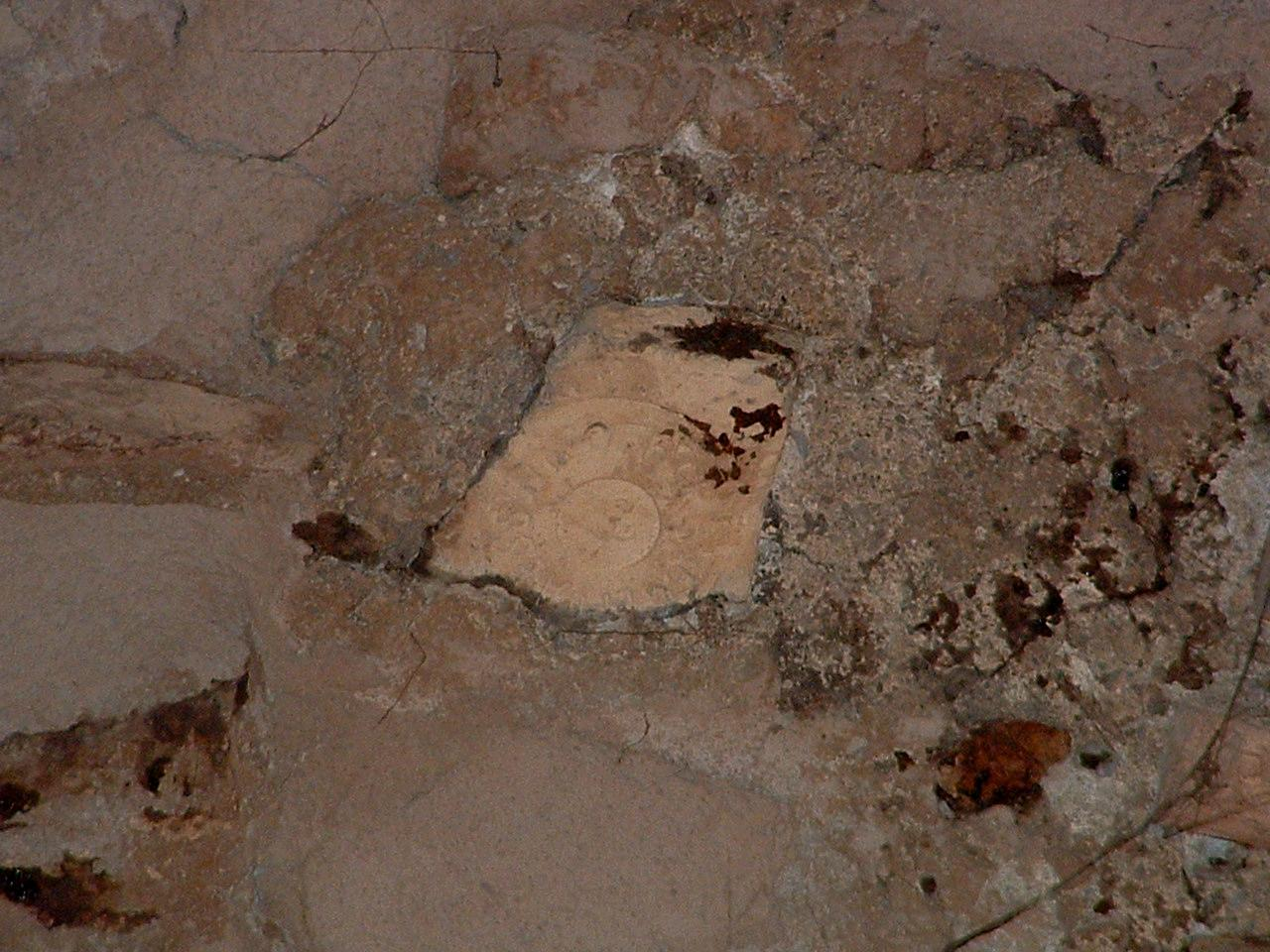
Sello de Diocleciano en un ladrillo.

Un momento importante para la realización de los orígenes del arco ocurrió a principios del siglo XX, cuando el joven arqueólogo alemán Fritz Töbelmann, que lo había estado estudiando durante cinco años, llegó a la conclusión de que el arco se construyó antes de finales del siglo IV. Töbelmann llegó a esta posición gracias a una inspección detallada de la construcción, en el curso de la cual descubrió un sello de ladrillo de la época de Diocleciano (r. 284-305) debajo del yeso en uno de los ladrillos de la bóveda central del arco, y la inscripción del sello era: CR AUG ET CAES NOS «taller de CR Augustorum et Caesarorum nostrorum». Esto le permitió demostrar que la fecha de construcción del monumento no podía ser anterior a este período.

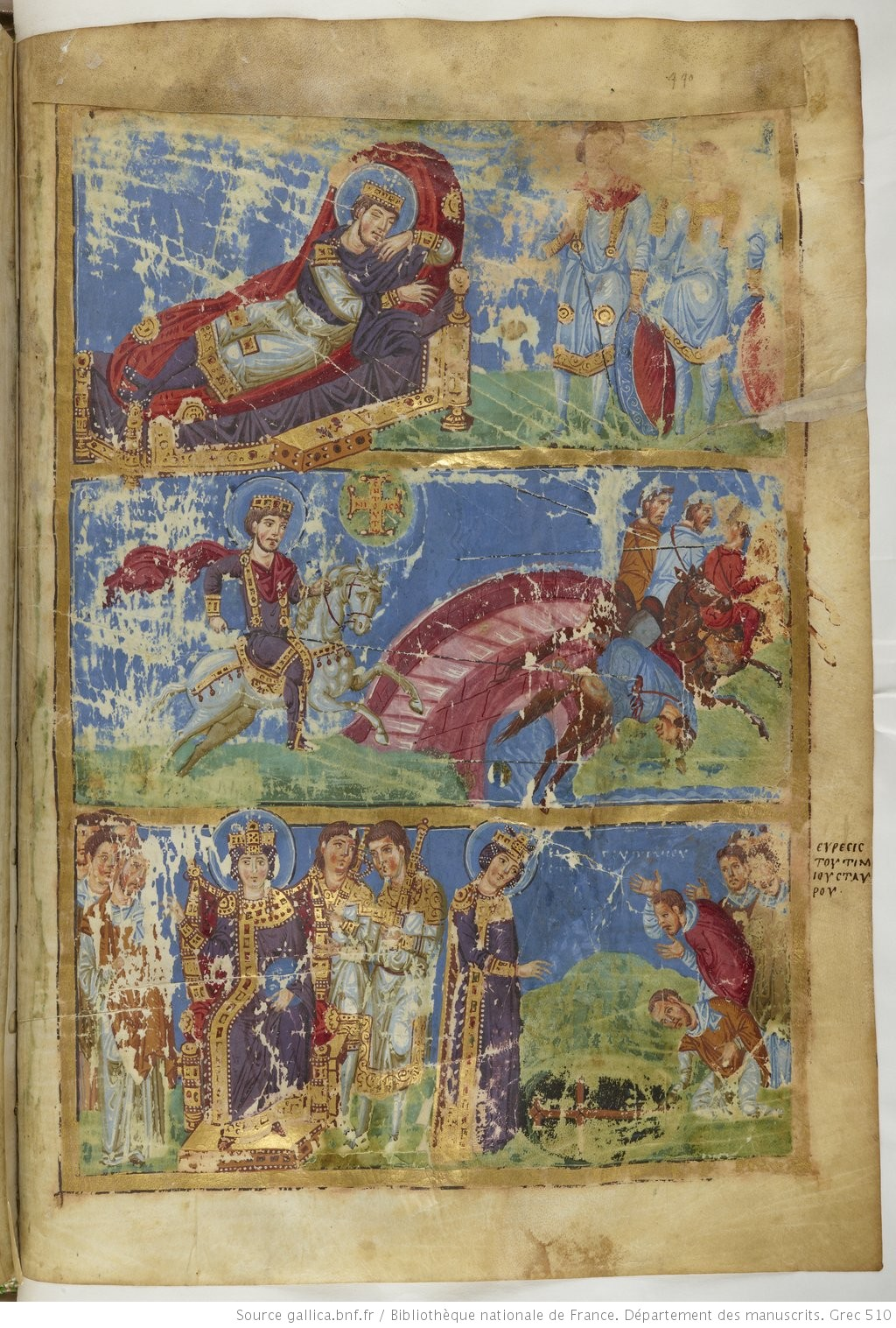
Sueño de Constantino antes de la batalla del Puente Milvio en las Homilías de san Gregorio Nacianceno (BnF MS grec 510), folio 440 en la Biblioteca Nacional de Francia.

Toebelmann murió en la Primera Guerra Mundial, dejando tras de sí interesantes conocimientos para un estudio más profundo por parte de futuros investigadores. De hecho, la descripción de Toebelmann sobre el aspecto que debía tener originalmente el monumento es exacta en muchos aspectos, pero es más importante por sus observaciones de primera mano. Fue el primero en sugerir que el monumento se había erigido en el lugar donde las tropas de Constantino I habían acampado antes del ataque a Majencio, ya que si hubiera querido conmemorar la victoria, habría colocado un monumento en el lugar del comienzo de la batalla —Saxa Rubra— o en el lugar de su conclusión exitosa —es decir, el puente Milvio—. Sin embargo, no deja de ser curioso, ya que es inusual que se conmemore el lugar del castra aestiva, —el «campamento de verano»" es decir, el «campamento de campaña»—, lo que ha llevado a los estudiosos a suponer que el monumento podría haber estado destinado a conmemorar la visión legendaria que, según se dice, tuvo Constantino el día antes de su batalla con Majencio. Estudios más recientes de Gaetano Messineo han confirmado sustancialmente las deducciones de Töbelmann.

## Arquitectura
La estructura de la construcción original era la de un cuadriforme de planta rectangular de 14,86 por 11,87 metros a una escala imponente —se cree que tenía unos 18 metros de altura— comparable con el llamado Arco de Jano, como se puede ver en los pedestales de travertino de los cuatro pilones.

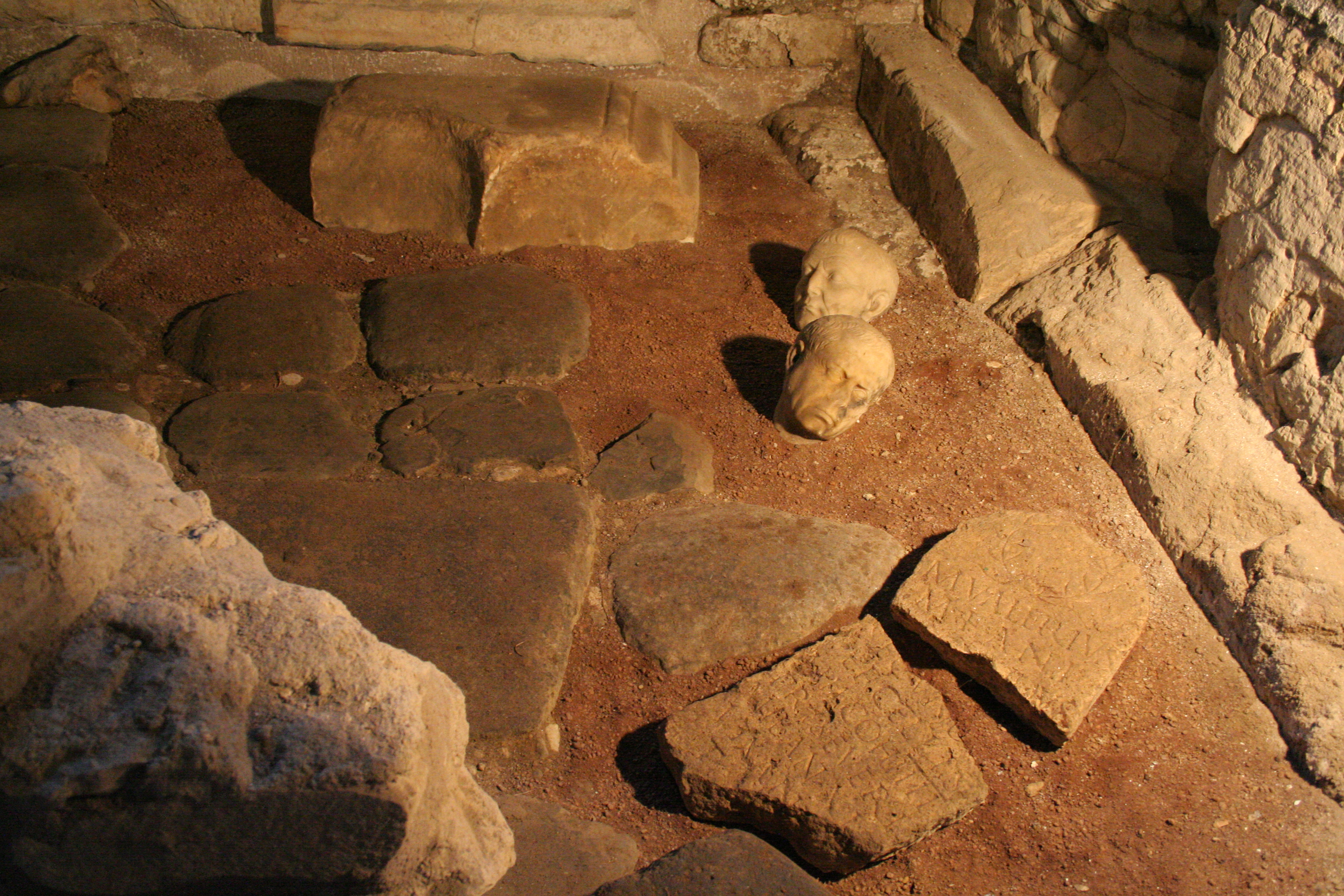
Restos de pavimento del Arco de Malborghetto.

La mampostería de ladrillo de la estructura es visible. Se supone que un revestimiento de placas de mármol se fijaba mediante abrazaderas metálicas; en los muros exteriores todavía se ven cuatro orificios para estas abrazaderas. Se cree que había columnas corintias en dos de las cuatro fachadas, coronadas por un imponente entablamento. El ático soportaba un pequeño tejado y estaba dividido en el interior por dos muros que creaban tres habitaciones comunicadas por aberturas arqueadas. En el interior de la casa y en el perímetro exterior del arco se conservan algunos restos del pavimento.
La vía Flaminia pasaba por debajo del edificio de norte a sur y la vía Veientana de oeste a este. El arquitecto Giuliano da Sangallo, uno de los más grandes artistas del Renacimiento, es el responsable de la primera reconstrucción gráfica del aspecto original del monumento.
Posteriormente, Fritz Toebelmann también realizó una reconstrucción gráfica. Estudios recientes han permitido elaborar un nuevo modelo con tecnología 3D.

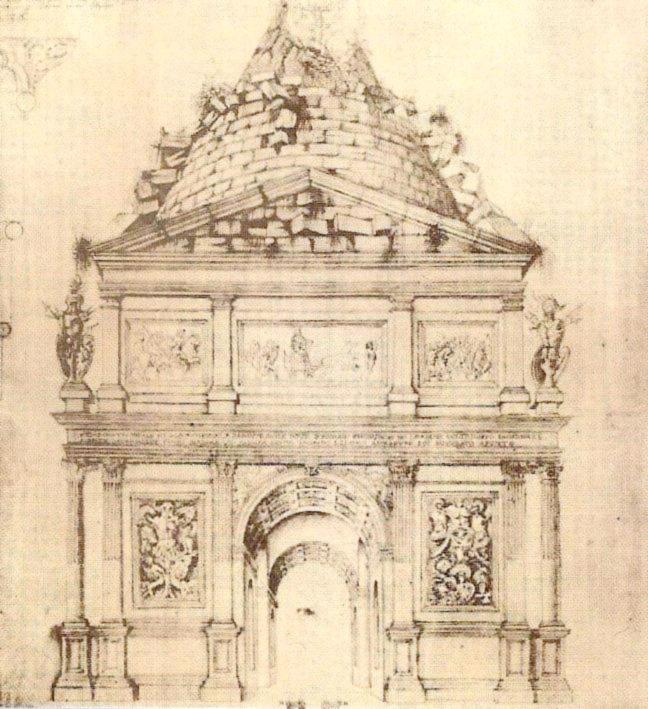
Reconstrucción gráfica por Sangallo.
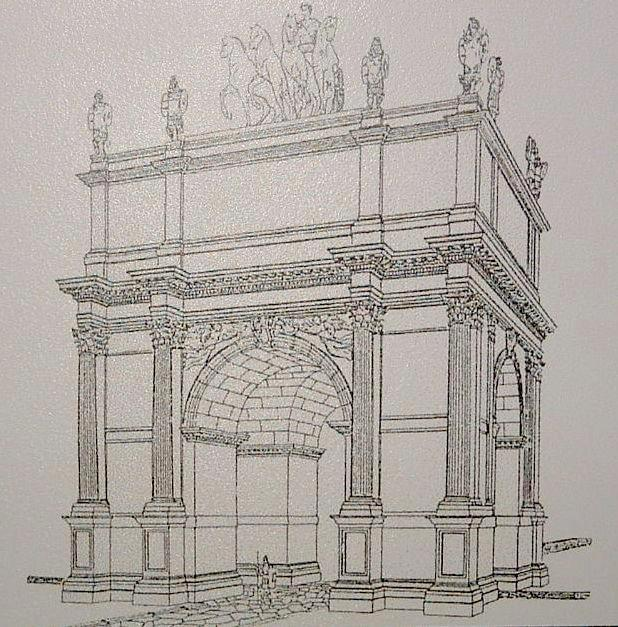
Reconstrucción gráfica por Fritz Toebelmann (1874-1914)
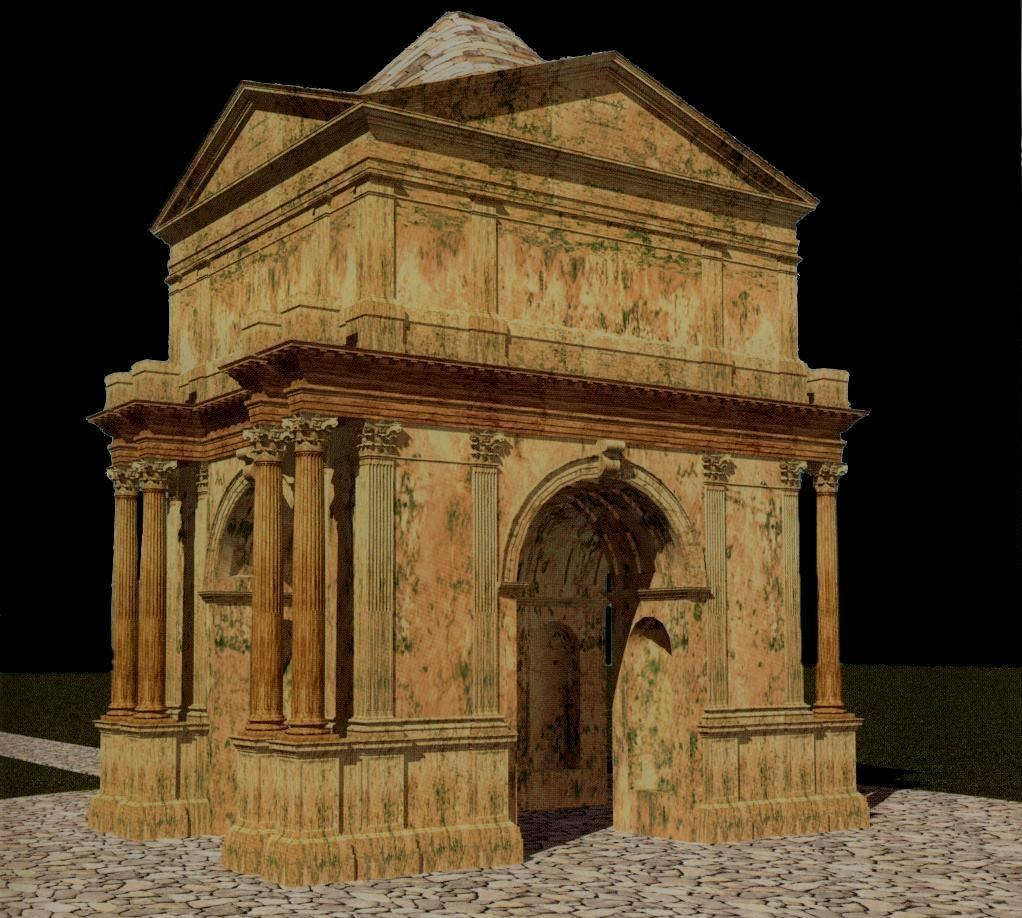
Reconstrucción tridimensional realizada por Alberto y Marco Carpiceci.